# Merionoeda laticornis
Merionoeda laticornis là một loài bọ cánh cứng trong họ Cerambycidae.